# Toroptyelus arisanus
Toroptyelus arisanus är en insektsart som beskrevs av Matsumura 1942. Toroptyelus arisanus ingår i släktet Toroptyelus och familjen spottstritar. Inga underarter finns listade i Catalogue of Life.